# Robert Bartlick
Robert Bartlick (* 27. Juni 1983 in Hoyerswerda) ist ein deutscher Eishockeyspieler, der seit 2014 bei ELV Tornado Niesky in der Oberliga Ost unter Vertrag steht.

## Karriere
Robert Bartlick begann seine Karriere als Eishockeyspieler in der Nachwuchsabteilung der ES Weißwasser, für deren Jungfüchse er bis zum Ende der Saison 2001/02 spielte. In seiner letzten Juniorensaison verbuchte er in 38 Spielen in der Deutschen Nachwuchsliga 32 Scorerpunkte. In der Saison 2001/02 war er für das Team des ES Weißwasser 1b in der viertklassigen Regionalliga Nordost aktiv.
Anschließend gab der Verteidiger in der Saison 2002/03 sein Debüt im professionellen Eishockey. Mit den Lausitzer Füchsen bestritt er 44 Partien in der 2. Bundesliga, stieg mit der Mannschaft aber in die Oberliga ab, nachdem das Team in den Play-downs dem ESV Kaufbeuren unterlag. Bereits in der folgenden Spielzeit gelang der unmittelbare Wiederaufstieg als Nachrücker in die Zweitklassigkeit, wobei Robert Bartlick 55 Mal zum Einsatz kam. Seit der Saison 2004/05 spielte er mit den Füchsen ununterbrochen in der 2. Bundesliga. In derselben Spielzeit absolvierte er mit 21 Scorerpunkten auch gleichzeitig seine statistisch erfolgreichste. Das Amt des Assistenzkapitäns bekleidete er ab Beginn des Spieljahres 2011/12. Nach einer Schulterverletzung wurde Robert Bartlick 2014 zunächst an den ELV Tornado Niesky ausgeliehen, um wieder Spielpraxis zu sammeln. Vor der folgenden Saison wurde er fest von Niesky unter Vertrag genommen.

### International
Robert Bartlick vertrat Deutschland bei der U18-Junioren-Weltmeisterschaft 2001 und U20-Junioren-Weltmeisterschaft 2003. Bei beiden Turnieren kam er jeweils in sechs Turnierspielen zum Einsatz und erhielt jeweils vier Strafminuten. An Toren war er nicht beteiligt. Im Jahr 2003 stieg er mit der U20-Auswahl in die Division I ab.

## Erfolge und Auszeichnungen
- 2004 Aufstieg in die 2. Bundesliga mit den Lausitzer Füchsen

## Karrierestatistik

### International
Vertrat Deutschland bei:
- U18-Junioren-Weltmeisterschaft 2001
- U20-Junioren-Weltmeisterschaft 2003

(Legende zur Spielerstatistik: Sp oder GP = absolvierte Spiele; T oder G = erzielte Tore; V oder A = erzielte Assists; Pkt oder Pts = erzielte Scorerpunkte; SM oder PIM = erhaltene Strafminuten; +/− = Plus/Minus-Bilanz; PP = erzielte Überzahltore; SH = erzielte Unterzahltore; GW = erzielte Siegtore; 1 Play-downs/Relegation; Kursiv: Statistik nicht vollständig)